# 約翰·寇恩
約翰·寇恩（英語：John Cone，1974年11月16日—），是世界摔角娛樂（WWE）旗下職業摔角裁判，並在世界摔角娛樂節目WWE Raw和WWE SmackDown中亮相。
在約翰·寇恩的裁判事業中，約翰·寇恩是世界摔角娛樂的資深裁判，也曾裁判過多次重要的付費賽事。他的長子，尼可拉斯，是年紀最小的WWE冠軍，在2017的《摔角狂熱34》與布勞恩·史卓曼奪下世界雙打冠軍。可是，因為尼可拉斯當時年僅10歲，次日與他放棄衛冕，把金腰帶歸還WWE。